# لثوي وقفي مهموس
لثوي وقفي مهموس (بالإنجليزية: Voiceless alveolar plosive)، صامت لثوي وقفي مهموس مستخدم في أغلب اللغات المحكيّة، يرمز له بالأبجديّة الصوتيّة الدوليّة بالرمز (t)، وبأبجدية مناهج تقييم الكلام الصوتية الموسعة بالرمز (t)، في الأبجدية العربية يقابله الحرف (ت) وفي الأبجدية اللاتينية يقابله الحرف (T).

## ملامح الصوت
الملامح المميزة لصامت اللثوي الوقفي المهموس:
1. مخرج الصوت وقفي، وهذا يعني أنّ الصوت يصدر عن طريق إيقاف تدفق الهواء في الحبال الصوتيّة.
2. صفة الصوت لثويّة، وهذا يعني أنّ الصوت ينطق بواسطة ملامسة رأس نصل اللسان للقمّة السنخيّة وهي الجزء القاسي من اللثة.
3. الصفة اللفظية مهموس، وهذا يعني أنّ الحبال الصوتيّة لا تهتز أثناء نطق الصوت.
4. صامت شفتاني، وهذا يعني أن الهواء يخرج من خلال الفم فقط.
5. صامت مركزي، وهذا يعني أن الصوت ينتج عن طريق تمرير الهواء على طول اللسان ووسطه، وليس من الجوانب.
6. تقنية تدفق الهواء رئويّة، وهذا يعني أنّ الصوت ينطق الحرف عن طريق دفع الهواء بواسطة الرئتين والحجاب الحاجز فقط، كمعظم الأصوات تقريباً.

## ظهور الصوت
| اللغة       | اللغة       | الكلمة  | أصد                    | المعنى  | ملاحظات             |
| ----------- | ----------- | ------- | ---------------------- | ------- | ------------------- |
| عربية       | عربية       | بَيْــت   | [b(a'j)aj(ː')t]        | 'بيت'   |                     |
| أرمنية      | أرمنية      | տուն    | [tun] (مساعدة·معلومات) | 'منزل'  |                     |
| تشيكية      | تشيكية      | toto    | [toto]                 | 'هذه'   |                     |
| هولندية     | هولندية     | taal    | [taːl]                 | 'لغة'   |                     |
| إنجليزية    | إنجليزية    | tick    | [tʰɪk]                 | 'علامة' | انظر صواتة إنجليزية |
| فنلندية     | فنلندية     | parta   | [pɑrtɑ]                | 'لحية'  |                     |
| فرنسية      | فرنسية      | tordu   | [tɔʀdy]                | 'منحن'  |                     |
| ألمانية     | ألمانية     | Tochter | [ˈtʰɔxtɐ]              | 'ابنة'  |                     |
| بهاسا ملايو | بهاسا ملايو | tahun   | [tahun]                | 'سنة'   |                     |
| مالطية      | مالطية      | tassew  | [tasˈsew]              | 'حقيقة' |                     |
| نروجية      | نروجية      | tann    | [tʰɑn]                 | 'سن'    |                     |
| سلوفاكية    | سلوفاكية    | to      | [to]                   | 'هذا'   |                     |
| تايلاندية   | تايلاندية   | ตา / ta | [taː˥˧]                | 'عين'   |                     |
| فيتنامية    | فيتنامية    | ti      | [ti]                   | 'نقص'   |                     |